# Степанов, Игорь Михайлович
И́горь Миха́йлович Степа́нов (16 августа 1925 — 27 июня 1999) — советский и российский правовед, доктор юридических наук (1972), профессор, лауреат премии имени А. Ф. Кони (1997).

## Биография
В 1948 году окончил Московский юридический институт. С 1953 по 1962 год — младший научный сотрудник, с 1962 по 1986 год — старший научный сотрудник, с 1986 по 1991 год — ведущий научный сотрудник, с 1991 по 1999 год — главный научный сотрудник Института государства и права РАН.

## Награды
- Заслуженный деятель науки Российской Федерации
- Премия имени А. Ф. Кони (1997) — за работу «Уроки и парадоксы российского конституционализма»